# Instalacja (informatyka)
Instalacja lub instalacja programu, instalacja oprogramowania – proces polegający na skopiowaniu plików aplikacji na dysk komputera użytkownika z jednoczesnym dostosowaniem parametrów instalowanego programu do potrzeb i warunków sprzętowych oraz środowiska systemu operacyjnego, a także zwykle odpowiednią modyfikację parametrów tego środowiska.
Proces taki przeprowadzany jest przez specjalny program komputerowy lub skrypt instalacyjny dostarczany na rozmaitych nośnikach (dyskietki, CD, DVD, pamięć przenośna) lub przez sieć i zwykle pozwalający na określenie niektórych parametrów instalacji. Po zakończeniu instalacji i ewentualnych zmianach konfiguracyjnych wynikających z upodobań użytkownika program jest gotowy do wielokrotnego użycia i wykonywania zadań, dla których został napisany.

## Przebieg instalacji
Na proces instalacji mogą składać się niżej wymienione etapy:
1. wywołanie instalatora
2. zebranie danych o konfiguracji sprzętu/środowisku
3. pobranie od użytkownika danych dotyczących opcji instalacji, kluczy licencyjnych itp.
4. pobranie źródeł/plików
5. kompilacja źródeł (występuje najczęściej w przypadku wolnego oprogramowania, gdzie źródła są ogólnodostępne)
6. dekompresja lub kopiowanie plików
7. konfiguracja poinstalacyjna (np. konfiguracja środowiska, konfiguracja zainstalowanego programu)
8. zapisanie ustawień (np. do plików konfiguracyjnych, do rejestru systemowego)

Jeżeli program ingeruje w konfigurację systemu operacyjnego rozumiemy jako jądro systemu plus zespół programów dodanych do jądra, bądź integruje się z nim, to pomiędzy niektórymi etapami instalacji może wystąpić konieczność ponownego uruchomienia komputera.

## Klasyfikacje instalacji
Klasyfikacja ze względu na pochodzenie źródeł:
- instalacja lokalna – występuje w przypadku, kiedy źródła instalacji wywoływane są na komputerze, na którym docelowo znajdzie się program instalowany.
- instalacja zdalna – występuje wówczas, gdy źródła lub instalator są wywoływane lub pobierane w trakcie instalacji z komputera zdalnego (np. z sieci lokalnej, z internetu).

Klasyfikacja ze względu na przebieg instalacji:
- instalacja cicha (silent installation) – polega na przyjęciu domyślnych (ustawionych przez twórcę programu) odpowiedzi na zapytania instalatora – przebiega całkowicie automatycznie od momentu wywołania instalatora.
- instalacja nienadzorowana (unattended installation) – polega na wcześniejszym przygotowaniu przez użytkownika konfiguracji instalatora i zapisaniu jej w postaci pliku odpowiedzi, bądź skryptu instalacyjnego, co powoduje, że po wywołaniu instalacji z odpowiednim parametrem definiującym ścieżkę do pliku odpowiedzi proces przebiega tak jak w instalacji cichej, więc pozwala to zaoszczędzić czas administratorom, którzy nie muszą instalować tego samego programu wiele razy
- instalacja samodzielna/indywidualna – polega na osobistym skopiowaniu i skonfigurowaniu programu przez jego przyszłego użytkownika
- instalacja naprawcza – polega na pobraniu brakujących/uszkodzonych źródeł lub plików, bądź na odtworzeniu konfiguracji programu, co może być wykonane przez systemy operacyjne potrafiące zapamiętać czynności instalatora (gdzie jakie pliki trafiły i jakie wpisy dodano do rejestru), porównać z zastaną sytuacją i powtórzyć czynności instalatora doprowadzając program do początkowego poinstalacyjnego stanu.

## Inne terminy związane z instalacją
Preinstalacja
Proces polegający na umieszczeniu źródeł instalacji w pamięci stałej lokalnego komputera celem późniejszego uruchomienia instalatora. Preinstalację od pobrania/kopiowania plików odróżnia najczęściej zapisanie automatycznego wywołania instalatora przy następnym uruchomieniu komputera. Z preinstalacją spotykamy się najczęściej w przypadku systemów operacyjnych sprzedawanych wraz z gotowymi zestawami komputerowymi.
Dezinstalacja
Proces polegający na usunięciu plików i przywróceniu zmian dokonanych w konfiguracji środowiska do stanu przed instalacją danego programu.
Reinstalacja
Zespół procesów dezinstalacji i ponownej instalacji następujących po sobie kolejno. Występuje najczęściej w celach naprawczych, aktualizacji bądź zmiany istotnych opcji programu.